# العلاقات البرازيلية الغانية
العلاقات البرازيلية الغانية هي العلاقات الثنائية التي تجمع بين البرازيل وغانا.

## مقارنة بين البلدين
هذه مقارنة عامة ومرجعية للدولتين:
| وجه المقارنة                                              | البرازيل | غانا         |
| --------------------------------------------------------- | --- | ------------ |
| المساحة (كم2)                                             | 8.52 مليون | 238.53 ألف   |
| عدد السكان (نسمة)                                         | 202.66 مليون | 26.91 مليون  |
| الكثافة السكانية (ن./كم²)                                 | 23.79 | 112.82       |
| العاصمة                                                   | برازيليا، ريو دي جانيرو | أكرا         |
| اللغة الرسمية                                             | برتغالية برازيلية، Brazilian Sign Language ‏ | لغة إنجليزية |
| العملة                                                    | ريال برازيلي، كروزيرو ريال برازيلي ‏، كروزيرو البرازيلية (1990–1993)، البرازيلي كروزادو نوفو، كروزادو برازيلي، cruzeiro ‏، كروزيرو البرازيلية (1942–1967)، الريال البرازيلي (قديم) | سيدي غاني    |
| الناتج المحلي الإجمالي (بليون دولار)                      | 2.06 تريليون | 47.33 مليار  |
| الناتج المحلي الإجمالي (تعادل القوة الشرائية) بليون دولار | 3.22 تريليون | 115.41 مليار |
| الناتج المحلي الإجمالي الاسمي للفرد دولار أمريكي          | 8.54 ألف | 1.37 ألف     |
| الناتج المحلي الإجمالي للفرد دولار أمريكي                 | 15.89 ألف | 4.08 ألف     |
| مؤشر التنمية البشرية                                      | 0.754 | 0.579        |
| رمز المكالمات الدولي                                      | +55 | +233         |
| رمز الإنترنت                                              | .br | .gh          |
| المنطقة الزمنية                                           | | 00           |

## منظمات دولية مشتركة
يشترك البلدان في عضوية مجموعة من المنظمات الدولية، منها:
| علم المنظمة | اسم المنظمة                        | تاريخ انضمام البرازيل | تاريخ انضمام غانا |
| ----------- | ---------------------------------- | --------------------- | ----------------- |
|             | الاتحاد البريدي العالمي            | ?                     | ?                 |
|             | يونسكو                             | 4 نوفمبر 1946         | 11 أبريل 1958     |
|             | البنك الدولي للإنشاء والتعمير      | 14 يناير 1946         | 20 سبتمبر 1957    |
|             | منظمة التجارة العالمية             | ?                     | ?                 |
|             | وكالة ضمان الاستثمار متعدد الأطراف | 7 يناير 1993          | 29 أبريل 1988     |
|             | البنك الإفريقي للتنمية             | ?                     | ?                 |
|             | الاتحاد الدولي للاتصالات           | 4 يوليو 1877          | 17 مايو 1957      |
|             | منظمة الشرطة الجنائية الدولية      | ?                     | ?                 |
|             | مؤسسة التمويل الدولية              | 31 ديسمبر 1956        | 3 أبريل 1958      |
|             | الأمم المتحدة                      | 24 أكتوبر 1945        | 8 مارس 1957       |
|             | مؤسسة التنمية الدولية              | 15 مارس 1963          | 29 ديسمبر 1960    |
|             | الفريق المعني برصد الأرض           | ?                     | ?                 |
|             | منظمة حظر الأسلحة الكيميائية       | ?                     | ?                 |

## وصلات خارجية
- موقع وزارة الخارجية البرازيلية
- موقع وزارة الخارجية الغانية